# 柴崎孝夫
柴崎 孝夫（しばざき たかお）は、日本の元アマチュア野球選手である。ポジションは投手。

## 来歴・人物
取手第一高校では、2年生の時に1968年の夏の選手権に出場した。しかし、1回戦で松山商業高校に敗れる。翌年の夏の選手権にも出場し、1回戦に登板し、エースとして活躍した。しかし、2回戦で渋谷通や川本浩次らがいた平安高校に敗れた。同年の秋に開催された長崎国体にも出場し、準決勝で玉島商業高校に敗れた。同年のドラフト会議で読売ジャイアンツから8位指名されたが入団を拒否。
高校卒業後は日本石油に入社。しかし、厚い投手層により、あまり活躍の場がなかった。